# Eliminatórias da Copa do Mundo FIFA de 2026 – CONCACAF (primeira fase)
Esta página apresenta os resultados das partidas da primeira fase das eliminatórias da CONCACAF para a Copa do Mundo FIFA de 2026.

## Formato
As quatro últimas equipes da CONCACAF, classificadas de 29 a 32 com base no ranking da FIFA de novembro de 2023, serão divididas em duas partidas, disputadas em casa e fora de casa. As duplas são pré-determinadas, com o 29º classificado enfrentando o 32º classificado, e o 30º classificado a enfrentar o 31º classificado. Os dois vencedores avançam para a segunda fase.

## Calendário
O calendário desta fase é o seguinte:
| Partida | Data(s)                |
| ------- | ---------------------- |
| Ida     | 21–22 de março de 2024 |
| Volta   | 26 de março de 2024    |

## Participantes
O chaveamento foi baseado no Ranking Mundial da FIFA de dezembro de 2023 (mostrado em parênteses).
| Pote 1                                                     | Pote 2                                             |
| ---------------------------------------------------------- | -------------------------------------------------- |
| 1. Turcas e Caicos (206) 2. Ilhas Virgens Britânicas (207) | 1. Ilhas Virgens Americanas (208) 2. Anguila (209) |

## Partidas
As partidas de ida foram disputadas em 22 de março, e as partidas de volta em 26 de março de 2024.

| Equipe 1                 | Total       | Equipe 2                 | 1.º jogo | 2.º jogo  |
| ------------------------ | ----------- | ------------------------ | -------- | --------- |
| Anguila                  | 1–1 (4–3 p) | Turcas e Caicos          | 0–0      | 1–1 (pro) |
| Ilhas Virgens Americanas | 1–1 (2–4 p) | Ilhas Virgens Britânicas | 1–1      | 0–0 (pro) |

| 22 de março de 2024 | Anguila | 0 – 0     | Turcas e Caicos | Raymond E. Guishard Technical Centre, The Valley |
| 15:00 (UTC−4)       |         | Relatório |                 | Árbitro: USA Natalie Simon                       |

| 26 de março de 2024 | Turcas e Caicos | 1 – 1 (pro) | Anguila           | TCIFA National Academy, Providenciales   |
| 19:00 (UTC−4)       | Forbes 23'      | Relatório   | Paris 45+3' (pen) | Público: 337 Árbitro: SKN Reginald Gumbs |

|                                        |       | Penalidades                                  |  |
| Cadet Louisy Paul Howell Forbes Martin | 3 – 4 | Lawrence Paris Deans Connor Carpenter Duncan |  |

| 22 de março de 2024 | Ilhas Virgens Americanas | 1 – 1     | Ilhas Virgens Britânicas | Bethlehem Soccer Stadium, Saint Croix |
| 17:00 (UTC−4)       | Blaschka 73'             | Relatório | Liziario 90'             | Árbitro: MEX Katia García             |

| 26 de março de 2024 | Ilhas Virgens Britânicas | 0 – 0 (pro) | Ilhas Virgens Americanas | A. O. Shirley Recreation Ground, Road Town |
| 15:00 (UTC−4)       |                          | Relatório   |                          | Público: 530 Árbitro: ATG Ken Pennyfeather |

|                                            |       | Penalidades                  |  |
| Bertie Wiltshire Gallimore Forbes Callwood | 4 – 2 | Kendall Whyte Blaschka Ramos |  |